# Apanteles lesbiae
Apanteles lesbiae är en stekelart som beskrevs av Blanchard 1947. Apanteles lesbiae ingår i släktet Apanteles och familjen bracksteklar. Inga underarter finns listade i Catalogue of Life.